# Такео (Камбоджа)
Такео (кхмер. ក្រុងតាកែវ) — місто у Камбоджі, адміністративний центр однойменної провінції.

## Географія
Такео розташований на півдні країни неподалік в'єтнамського кордону.

### Клімат
Місто знаходиться у зоні, котра характеризується мусонним кліматом. Найтепліший місяць — квітень із середньою температурою 29.1 °C (84.4 °F). Найхолодніший місяць — грудень, із середньою температурою 26 °С (78.8 °F).
| Клімат Такео            | Клімат Такео | Клімат Такео | Клімат Такео | Клімат Такео | Клімат Такео | Клімат Такео | Клімат Такео | Клімат Такео | Клімат Такео | Клімат Такео | Клімат Такео | Клімат Такео | Клімат Такео |
| Показник                | Січ.         | Лют.         | Бер.         | Квіт.        | Трав.        | Черв.        | Лип.         | Серп.        | Вер.         | Жовт.        | Лист.        | Груд.        | Рік          |
| Середня температура, °C | 26,3         | 27           | 28,3         | 29,1         | 29           | 28,2         | 27,8         | 27,8         | 27,6         | 27,4         | 26,8         | 26           | 27,6         |
| Норма опадів, мм        | 13.8         | 17.7         | 52.3         | 102.2        | 174          | 194.8        | 206.6        | 260.3        | 261.2        | 265.4        | 138.8        | 45.6         | 1732.7       |
| Днів з опадами          | 3,3          | 2,8          | 4,4          | 7,3          | 15,2         | 16,3         | 17,3         | 17,5         | 19,6         | 18,2         | 11,3         | 6,5          | 139,7        |
| Вологість повітря, %    | 70.8         | 69.8         | 70           | 71.9         | 78.8         | 80.3         | 82           | 81.8         | 83           | 84.5         | 78.3         | 74           | 77.1         |
| ----------------------- | ------------ | ------------ | ------------ | ------------ | ------------ | ------------ | ------------ | ------------ | ------------ | ------------ | ------------ | ------------ | ------------ |
| Джерело: Weatherbase    |              |              |              |              |              |              |              |              |              |              |              |              |              |